# Sociedade Editorial Ndjira
A Sociedade Editorial Ndjira é uma editora moçambicana pertencente, desde 2007, ao grupo português LeYa. Publica em Moçambique livros de Mia Couto, Aldino Muianga, Paulina Chiziane, João Paulo Borges Coelho entre outros grandes nomes da literatura, e tem como seu principal foco, a literatura geral.

## História
A Sociedade Editorial Ndjira, ou simplesmente, Ndjira, se consolidou em 1996, como fruto da Editorial Caminho que decidiu expandir suas portas dando o nascimento a Ndjira, em Moçambique, e Ndzila, em Angola.
A Ndjira é uma editora de referência no segmento de livros de interesse geral. É a principal editora privada moçambicana.
A Ndjira dispõe do maior universo de escritores  moçambicanos, grande parte consagrada na arena literária nacional e estrangeira como é o caso de Mia Couto, Paulina Chiziane, Aldino Muianga, João Paulo Borges Coelho, Malangatana, José Saramago, Nelson Saúte, só para citar alguns nomes. Conta com um vasto leque de obras distinguidas em Moçambique (4 dos 5 prémios literários José Craveirinha) assim como no estrangueiro.
Tem apostado cada vez mais na qualidade das publicações que, com muito orgulho, detêm uma posição distinta no mercado livreiro e editorial nacional.
No âmbito de divulgação das obras, a Editora Ndjira atua em vários segmentos e especialmente em ficção, poesia, pintura, ensaios e referência, infanto-juvenil.  Desde 2007, quando passou a fazer parte do grupo LeYa, um dos líderes do setor editorial e de comunicação de Portugal, a Ndjira deu início a uma nova etapa de diversificação e crescimento.
Tem apostado actividades desenvolvidas nos diferentes sectores, públicos e privados, procurando promover o fácil acesso ao livro. Tem procurado igualmente incentivar o hábito e o gosto pela leitura através da apostas na divulgação e distribuição de livros no país e no estrangeiro.
Em Julho de 2010, lançou cinco novas colecções, sendo Asa do Sonho para a poesia, À Volta da Fogueira para os contos e crónicas, Ondas do Índico para romances, Palavra Encantada para o contos e bandas desenhadas infanto-junevil e fez a extreia pela colecção Horizonte da Palavra para o ensaios e estudos.
A Ndjira é uma editora comprometida com a busca permanente de qualidade e do crescimento através da diversificação editorial. Novos projetos voltados para determinados segmentos de leitores, estão sendo desenvolvidos e serão lançados em breve.